# Ivan Angel Srijemski
Ivan Angel (grčki Ἰωάννης Ἄγγελος, mađarski Angelos János; oko 1193 – 1259.) — poznat i kao Ivan Dobri (Καλοϊωάννης, Kaloiōannēs) — bio je grčki plemić i vladar Srijema kao vazal svojeg rođaka, kralja Bele IV. od Ugarske i Hrvatske. 

## Životopis
Ivanovi su roditelji bili bizantski car Izak II. Angel i njegova druga žena, ugarska princeza Margareta Arpadović, kći Bele III., dok je Ivanova polusestra bila kraljica Irena Angelina. Godine 1222., Ivanova je obitelj pronašla utočište na ugarskom dvoru. Andrija II. Ugarski dao je svom nećaku Ivanu da vlada Srijemom, što je „potvrdio” Bela IV. Ivan je primio novac od nadbiskupa Ugrina Csáka kako bi „očistio” svoj teritorij od bogumila, no nije poduzeo ništa.

## Brak
Ivan i njegova supruga Matilda bili su roditelji Marije Angeline. Prema teorijama, kraljica Jelena Anžujska bila je također kći Ivana Angela.